# 가즈노미야 지카코 내친왕
가즈노미야 지카코 내친왕(和宮親子内親王, 1846년 7월 3일 ~ 1877년 9월 2일)은 일본의 황족이다. 닌코 천황의 제8황녀이자 고메이 천황의 이복 여동생이다. 생모는 권대납언 하시모토 사네히사(橋本実久)의 딸인 쓰네코(經子)이다. 후에 도쿠가와 막부 제14대 쇼군인 도쿠가와 이에모치의 정실부인이 되었다.

## 생애

### 유소년기
가즈노미야가 태어났을 무렵 이미 닌코 천황이 사망하여 외가인 하시모토가에서 양육되었다. 1851년 아리스가와노미야 다루히토 친왕과 약혼했다.
1860년 2월, 아리스가와노미야와의 결혼식을 준비하기 위하여 가쓰라노미야 저택으로 거처를 옮겼으나, 이복 오빠인 고메이 천황에게서 도쿠가와 이에모치와의 결혼을 명받게 된다.

### 공무합체 및 결혼
1862년 3월, 에도성에서 이에모치와 결혼식을 치르고 가즈노미야가 이에모치에게 강가(降家) 하는 것으로 공무합체가 이루어졌다. 에도 시대는 물론, 그 이전에도 무가와의 혼인으로 간토 지방으로 내려간 황녀는 가즈노미야가 유일하다.
가즈노미야는 오오쿠에서 소토리시마리인 다키야마, 혼주인(本寿院, 도쿠가와 이에사다의 생모), 덴쇼인(이에사다의 정실) 등과 함께 지내게 되었다. 가즈노미야 및 그를 수행하는 시녀들은 천황가의 관습을 고집하고 (일례로 천황의 허가 없이는 겨울철이라도 버선을 신지 않은 맨발로 다님), 오오쿠 쪽에서도 가즈노미야 일행에게 불손한 대우로 응답하여 당초에는 험악한 분위기였다고 한다. 그러나 훌륭한 인품으로 다른 사람의 처지를 잘 이해했던 이에모치의 노력으로 양쪽이 화해하게 되었다
이에모치는 공식적인 측실은 만들지 않고, 가즈노미야만을 삶의 반려자로 삼아 부부사이는 양호한 편이었다고 전해지지만, 실제로는 첩이 몇 명 있었던 것 같다. 그러나 누구와의 사이에도 아이는 끝내 출생하지 않았다.
에도 조정에서는 무가 관습대로 그녀를 장군정실의 호칭인 “미다이사마”(御台様)라고 불렀지만, 지카코는 이를 거부해 “가즈노미야 사마”(和宮様)라고 부르게 했다.

### 이에모치 사망 이후
1866년에 남편 이에모치가 오사카성에서 사망하자 머리를 깎고 출가하여 세이칸인노미야(靜寬院宮)라는 법명을 받았다. 보신 전쟁 때에는 메이지 천황에게 편지를 써 도쿠가와 요시노부(徳川慶喜)를 구명하는 활동을 하기도 했다.
1868년 4월 메이지 정부군에게 에도성을 내주게 되어 짓세인(이에모치의 생모)와 함께 다야스 저택으로 거처를 옮기게 된다. 이후 쿄토로 돌아오지만, 도쿄로 거처를 옮기는 메이지 천황을 따라가 다시 도쿄에 거주하였다. 가쓰 가이슈 저택에서 덴쇼인과 식사를 같이 한 후 사이가 좋아졌다고 한다.

## 참고 문헌
- <에도의 여행자들(江戶の旅人)> (다카하시 지하야 (高橋千劒破) 지음 | 김순희 옮김)